# Quintus Marcius Tremulus
Quintus Marcius Tremulus war ein römischer Politiker an der Wende vom 4. zum 3. Jahrhundert v. Chr.
Er gehörte einem Zweig der gens Marcia an, der keine direkte Verbindung zu den bekannten Marcii Rutili des 4. Jahrhunderts v. Chr. besaß. Im Jahre 306 v. Chr. erreichte er das Konsulat zusammen mit Publius Cornelius Arvina. Beide Konsuln waren in die Kampfhandlungen in der Endphase des Zweiten Samnitenkriegs involviert. Während Arvina direkt mit den Samniten zu tun hatte, kämpfte Tremulus erfolgreich gegen die Herniker und deren Hauptstadt Anagnia. Für seine Erfolge erhielt er einen Triumph und eine Reiterstatue vor dem Castor-Tempel in Rom, die noch Marcus Tullius Cicero sehen konnte. Im Jahre 288 v. Chr. wurde er erneut mit Arvina Konsul.
Tremulus’ Sohn war vermutlich Quintus Marcius Philippus, der das Cognomen Philippus annahm, das bis in die Zeit der späten Republik erblich blieb. Philippus erreichte 281 v. Chr. das Konsulat. Das Todesjahr des Tremulus ist nicht bekannt, wird aber bald nach seinem zweiten Konsulat anzusetzen sein.